# 叱り
叱り（しかり）とは、江戸幕府における刑罰の1つ。庶民にのみ科された。

## 概要
軽犯罪などに対して、役所に呼び出されて奉行・代官より直接叱責を受け、同行した差添人とともに請書を提出した後に放免された。
刑罰としては最も軽く、厳密には一般的な叱りと、より重い刑とされた急度叱り（きつとしかり）の2種類があり、過料などが併科される場合もあった。
元江戸町奉行・山口直毅（泉処）は、当時（江戸時代）の人々は役所のような公的な場で叱責されることそのものに羞恥心を感じており、叱りを受けると「畏れいりました」と返すのは実際に面目を失ったと考える人が多かったからであると、1891年5月に史学会が実施した「旧事諮問会」で証言している。
1882年の旧刑法の制定によって廃止された。